# Храм Светог великомученика Прокопија у Очаушу
Храм Светог великомученика Прокопија православни је храм који припада Епархији зворничко-тузланској Српске православне цркве (СПЦ). Налази се у Горњем Очаушу, у Републици Српској, Босна и Херцеговина.

## Историја
Храм је димензија 12 x 6 метара. Градња храма почела је 1990. године. Темеље храма освештао је надлежни архијереј г. Василије Качавенда 5. августа 1990. године. Исти епископ освештао је храм 20. јула 2003. године.

### Унутрашњост храма
Иконостас од храстовине израдио је Живорад Вуковић из Средње Шњеготине, општина Челинац. Иконе на иконостасу живописао је Душан Ђукарић, родом из Очауша, а тренутно настањен у Београду. Храм живопише од 2004. године Душан Ђукарић.